# Zultrax
Zultrax ist ein niederländisches Filesharingprogramm für Windows. Es unterstützt die Netzwerke ZEPP und Gnutella.
Das Programm ist Shareware, soll aber unregistriert voll funktionsfähig sein. Es enthält keine Adware/Spyware.
Zultrax wurde 2001 von Peter Bartholomeus entwickelt und wird nun von einer Entwicklergruppe namens Zultrax V.O.F. weiterentwickelt. Es ist in Borland Delphi programmiert, weswegen keine 64-bit Version des Programms verfügbar ist.
Das Ziel von Zultrax ist es einfache Benutzbarkeit (dazu es hat sowohl eine grafische Benutzeroberfläche als auch eine Kommandozeile) mit Verschlüsselung und Sicherung der Privatsphäre (dazu wurde das ZEPP-Netzwerk entwickelt) zu kombinieren.
Während der Installation muss der Benutzer einer Lizenz zustimmen, nach der er das Programm frei benutzten und frei weitergeben darf, jedoch keine Analyse oder Veränderung des Programms oder des Netzwerkes vornehmen darf (Reverse Engineering).

## ZEPP-Netzwerk
Die Entwickler vertreten die Idee der Security through obscurity, so wird das ZEPP-Protokoll nicht vollständig offengelegt. Dies ist damit ein großer Nachteil für den Nutzen dieses Netzwerkes und dieses Programms.
Die Information zur Suche und zum Dateitausch soll verschlüsselt übertragen werden.
Benutzer, die eine Datei tauschen, sollen gruppiert werden, ähnlich wie bei BitTorrent.
Ungewollte Benutzer (Big Brother), welche nur Mitlauschen, sollen ferngehalten werden, indem 2 % des Netzwerkverkehrs zufällige unbrauchbare Falschinformation ist, ähnlich wie bei WinMX. Der Nutzen dieser Strategie ist zweifelhaft. Zu den ungewollten Benutzern, die man als Gefahr ansieht und ausgeschlossen werden sollen, gehören auch alle Nicht-Zultrax-Clients. Dies verhindert neue Clients für dieses Netz, die auf Reverse Engineering beruhen, und stellen einen weiteren großen Nachteil für den Nutzen dieses Netzwerkes dar.
Für jede Datei wird ähnlich wie bei eMule eine Hashsumme über den Inhalt erstellt, so dass Dateien auch dann getauscht werden können wenn der Dateiname bei zwei Benutzern unterschiedlich lautet.
Jeder Benutzer kann als Proxy fungieren, um direkte Quell-Ziel-Links zu verhindern. Dadurch soll verhindert werden, dass ein Big-Brother-Benutzer eine Datei anbietet und sehen kann, wer diese Datei herunterlädt, denn er sieht nur einen Proxy. Gleiches gilt für die andere Richtung. Diese Strategie hat den unvermeidlichen Nachteil, dass das Netz langsamer wird, denn Proxys verbrauchen, um sinnvoll zu sein, mindestens 50 % Bandbreite des Netzes.
Die Ideen hinter dem Netzwerk und dem Programm sind nicht neu und die Implementierung ist eher schlecht. Dennoch befindet sich hiermit ein weiteres P2P-Netzwerk/Client auf dem Markt das relativ modern ist und aktuelle Probleme der Sicherheit in P2P-Netzen angeht.
Seit Oktober 2006 (?) wird Zultrax in zwei Versionen, einer Free- und einer Pro-Version angeboten.